# نوریس کاتن
نوریس کاتن (به انگلیسی: Norris Cotton) سناتور سابق عضو حزب جمهوری‌خواه ایالات متحده آمریکا بود. وی در سال ۱۹۵۴ تا ۱۹۷۴ و ۱۹۷۵ میلادی سناتور ایالت نیوهمپشایر در سنای ایالات متحده آمریکا بود.